# Csupó Gábor
Csupó Gábor (Budapest, 1952. szeptember 29. –) kétszeres Primetime- és kétszeres Daytime Emmy-díjas magyar-amerikai animációs filmalkotó, producer, rendező, zenész. A világhírű hollywoodi Klasky-Csupó animációs stúdió társalapítója. Olyan ikonikus, sokszorosan díjazott, hollywoodi csillaggal is büszkélkedő animációs alkotások fűződnek a nevéhez, mint a Simpson család, a Fecsegő tipegők, a Thornberry család, vagy a Jaj, a Szörnyek.

## Élete
Rajztehetségét édesapjától örökölte, aki noha mindig is látta Gábor tehetségét és forradalmi vizualitását, a kommunista Magyarországon kevésbé rebellis, s biztosabb megélhetést szánt fiának. Az iskolás fiú azonban nem adta könnyen magát. Komoly bosszúságot okozott édesapjának azzal, hogy folyton két örök szenvedélyének hódolt: hol koncertekre járt a Tabánba, hol pedig filmvetítésekre szökött be. Ekkoriban látta élete első rajzfilmjét, a 101 kiskutyát is, ami rögtön elvarázsolta. Elhatározta, hogy animációs filmalkotó lesz.
Fázisrajzolónak jelentkezett a nagyhírű Pannónia Filmstúdióba, ahova a 400 jelentkező közül 1971-ben egyből fel is vették. Alig kezdte meg azonban a munkát – A Mézga család sorozaton dolgozott –, apja közbenjárására besorozták katonának a bajai harckocsizókhoz. 1972–1974 között volt katona. A két év katonai szolgálat után visszatérve már csak részmunkaidőben foglalkoztatták a Pannóniában. Hol fázisrajzolóként dolgozott, hol pedig nehéz filmtekercseket hordott a stúdióban. A korszak legnagyobb művészeit – Jankovics Marcellt, Nepp Józsefet és Dargay Attilát – látva, amint eldugott, sötét és zugos szobákban görnyednek az asztal felett, megfogalmazódott benne, hogy más utat fog választani.
Nagy álma, egy saját animációs stúdió létrehozásának lehetősége a kommunista Magyarországon azonban elképzelhetetlen volt. 23 éves korában, 1975-ben többek közt Mándoki Lászlóval és három másik barátjával együtt titokban elhagyta Magyarországot. Disszidálása után Stockholmban kapott munkát a Team-Film animációs stúdióban, ahol Svédország első egész estés animációs filmjén dolgozott. Két év után szabadúszóként kezdett dolgozni, kisebb megbízásokat vállalt. Ezek kapcsán ismerkedett meg Arlene Klasky-val, akivel 1979-ben Los Angelesbe költözött.
A nagyhírű Hanna-Barbera stúdióban kapott animátori állást, ahol közvetlen főnöke, nagy ikonja, a 101 kiskutya főanimátora, Bill Kyle lett. A Scooby-Doo-n dolgozott fázisrajzolóként. Az első Los Angeles-i munkája is csalódással töltötte azonban el, nem volt tere a kreativitásnak, csupán futószalagon gyártották a rajzfilmeket, nem érdekelte a stúdiót a minőség. Nyolc hónappal később, amikor véget ért a sorozatszezon, hollywoodi szokás szerint a nyári szünidőre leépítették. Csupó elhatározta, hogy nem tér vissza a céghez, hanem saját lábra áll. Akkori párja, Arlene Klasky nem jött ki a két üzlettársával, így összerakták portfóliójukat és létrehozták a Klasky Csupo Inc.-et 1981-ben, amely ma az egyik legikonikusabb rajzfilmstúdió a világon.
Eleinte csak ketten dolgoztak, a stúdiót egy hálószobában rendezték be. Egy nagyobb rendelés miatt bővíteniük kellett a létszámot, 10-12-en lettek. Leginkább reklámfilmeken, videókon és filmelőzeteseken dolgoztak. Hamar elterjedt a hírük Hollywoodban, mert gyorsan, olcsón és jó minőségben gyártották az anyagokat.
Több száz kisebb munka szállítása után jött az áttörés: a Gracie Films felkérte a stúdiót, hogy készítsen másfél perces rajzfilmbetéteket a Tracy Ullman showba. Egy idő után a showt már csak ezekért a betétekért nézte a közönség, úgyhogy a 20th Fox megbízást adott egy félórás epizódokból álló sorozat elkészítésére. Eleinte sokat kellett veszekedniük a producerrel, mert nem tetszett neki a figurák sárga és kék színe, de Csupóék meggyőzték őket, így elindulhatott világhódító útjára a Simpson család.
Az első sorozat tizenhárom epizódból állt, a stúdió munkatársainak a száma pedig 150-re emelkedett. Hatvanöt rész készült el három év alatt.
A Nickelodeon csatorna is felkérte a stúdiót egy sorozat elkészítésére, ekkor született meg a Fecsegő tipegők, amely szintén világsiker lett, 150 epizód, valamint három egészestés játékfilm készült belőle. A Fecsegő tipegők 13 szezonja alatt több mint 20 rangos díjat, köztük 4 Daytime Emmy díjat és 6 Kid’s Choice Awards díjat nyert. A sorozatból készült mozifilm a Paramount forgalmazásában az első animációs mozifilm lett az Egyesült Államok történetében, amely nem Disney filmként 100 millió dollár feletti bevételt hozott a tengerentúlon. A Fecsegő tipegők 2001-ben csillagot kapott a hollywoodi Walk of Fame-n.
Ezután sorra készültek a szériák: Aahhh, Real Monsters! (85 epizód), Santo Bugito (13 epizód) Duckman (88 epizód), Wild Thornberrys (85 epizód plusz egy játékfilm), Rocket Power (85 epizód) Stressed Eric (13 epizód), Edith Ann As Told by Ginger (85 epizód), All Grown Up, majd az IMMIGRANTS, egy felnőtteknek szóló rajzfilmsorozat, melynek magyar vonatkozása is van: Csupó saját élményeit is beleszőtte a főszereplő alakjába, Joskába, a magyar menekültbe, aki Kaliforniában üldözi az amerikai álmot – és a csajokat – Vlad nevű orosz barátjával.

## Munkái

### Sorozatok
- Simpson család (1989–1992)
- Fecsegő tipegők (1991–1997)
- Jaj, a szörnyek! (1994)
- Duckman (1994–1997)
- A Thornberry család (1998)
- Rugrats mozi – Fecsegő tipegők – Rugrats (1998)
- Rocket Power (1999)
- Ginger naplója (2000–2006)
- A fecsegő tipegők Párizsban – Rugrats 2. (2000)
- Fecsegő tipegők – A vadon szaga – Rugrats 3. (2003)
- Fecsegő tipegők – Mindenki felnőtt! (2003–2007)

### Játékfilmek
- Híd Terabithia földjére (2007)
- Immigrants – Jóska menni Amerika (2008)
- Holdhercegnő (2008)
- Pappa Pia (2017)

### Diszkográfia
- Allegro Absurdito (1993)
- Zombient Music (1994)
- The Deconstructed Sounds of Karen Han – Industrium Post Mortem: China (1996)
- The Lighter Side of Dark: A Compilation of Tone Casualties Releases (1996)
- Colon (1997)
- Liquid Fire (2001)
- Kalmopyrin (2002)
- Wrong Planet (2005)
- Pillowtron (2007)
- Stolen Songs from Mars (2009)
- Terrain (2010)
- Ghosts of Cairo (2010)
- Pretty Damn Pretty (2013)
- Beyond (2013)
- Why Cry When You Can Fly (2014)
- Flamboyant Eruptions (2015)
- Splendid (2017)
- Necessito Tu Amor (2018)
- Holly Molly (2018)
- Kingdom of Disturb (Nostalghia Remix) (2018)